# Cantón de Aubagne-Oeste
El cantón de Aubagne-Oeste era una división administrativa francesa, que estaba situada en el departamento de Bocas del Ródano y la región de Provenza-Alpes-Costa Azul.

## Composición
El cantón estaba formado por una comuna, más una fracción de la comuna que le daba su nombre:
- Aubagne (fracción)
- La Penne-sur-Huveaune

## Supresión del cantón de Aubagne-Oeste
En aplicación del Decreto n.º 2014-271 de 27 de febrero de 2014, el cantón de Aubagne-Oeste fue suprimido el 29 de marzo de 2015 y sus 2 comunas pasaron a formar parte del nuevo cantón de Aubagne.